# Deliverance (음반)
| 전문가 평가         | 전문가 평가 |
| 평가 점수           | 평가 점수   |
| 출처                | 점수        |
| ------------------- | ----------- |
| AllMusic            | [ 1 ]       |
| Brave Words         | [ 2 ]       |
| Chronicles of Chaos | [ 3 ]       |
| Rolling Stone       | (favorable) |
| Pitchfork           | 8.7/10      |
| Sputnikmusic        | [ 6 ]       |

《Deliverance》는 스웨덴의 프로그레시브 메탈 밴드 오페스의 여섯 번째 스튜디오 음반이다. 2002년 11월 12일 발매되었다. 2002년 7월 22일부터 9월 4일 사이에 녹음되었으며, 이 음반이 발매된 지 5개월 만에 발매되었다. 《Deliverance》는 밴드의 가장 무거운 음반 중 하나로 간주되는 반면 《Damnation》은 훨씬 낮은 프로그레시브 록의 영향을 받은 사운드로 실험하기 때문에 두 음반은 의도적으로 밴드의 가장 널리 퍼져 있는 두 스타일을 나누면서 서로 극명하게 대조된다.

## 배경
밴드는 원래 《Deliverance》와 《Damnation》을 더블 음반으로 발매할 계획이었으나 음반사는 결국 이에 반대하기로 결정하고 이들을 제대로 홍보하기 위해 약 5개월 간격으로 따로 발매했다. 녹음 세션은 또한 두 장의 음반 가치가 있는 작곡 세션이 되었고, 그 시점 이전에 쓰여진 곡이 없었기 때문에 녹음이 길어졌다. 미카엘 오케르펠트는 밤에 곡을 썼고 낮에는 밴드와 함께 녹음했다.

## 제작
《Deliverance》와 《Damnation》의 녹음은 문제투성이였다. 밴드는 원래 낵스빙 스튜디오에서 음반을 녹음하기 시작했지만, 장비 고장부터 드럼 마이크의 위치 변경 또는 소멸에 이르기까지 다양한 기술적 문제뿐만 아니라 내부 밴드 문제로 인해 녹음 과정이 어려움을 겪었다. 결국 밴드는 스튜디오 프레드먼(프로듀서 스티븐 윌슨과 함께)으로 돌아가 음반을 마무리했다.
녹음 과정에서 미카엘 오케르펠트의 할머니가 교통사고로 사망했다. 그는 나중에 할머니에게 《Deliverance》와 《Damnation》을 모두 바쳤다.

## 곡 목록
모든 곡들은 미카엘 오케르펠트에 의해 작사/작곡하였다.
| #  | 제목                            | 재생 시간 |
| -- | ------------------------------- | --------- |
| 1. | 〈Wreath〉                      | 11:11     |
| 2. | 〈Deliverance〉                 | 13:36     |
| 3. | 〈A Fair Judgement〉            | 10:21     |
| 4. | 〈For Absent Friends (기악)〉   | 2:17      |
| 5. | 〈Master's Apprentices〉        | 10:30     |
| 6. | 〈By the Pain I See in Others〉 | 13:50     |